# Сантана
Сантана (рум. Sântana, мађ. Újszentanna) град је у западном делу Румуније, у историјској покрајини Кришана. Сантана је град у жупанији Арад и обухвата насељено место Капорал Алекса.
Сантана је према последњем попису из 2021. имала 11.164 становника.

## Географија
Град Сантана је смештен у западном делу историјске покрајине Кришане, 25 километра северно од првог већег града, Арада.
Град је смештен на источном ободу Панонске низије, у подножју планине Бихор, која се издиже источно од града. Надморска висина места је око 110 метара.

## Становништво
У односу на попис из 2002, број становника на попису из 2011. се смањио.
| 2002.  | 2011.  |
| ------ | ------ |
| 12.936 | 11.428 |

Румуни су претежно становништво Синтане (око 79,0%), Немци (3,5%), Мађари (2,2%) и Роми (14,9%).

## Галерија
- Положај града Сантана на територији жупаније Арад